# Oreacris
Oreacris is een geslacht van rechtvleugeligen uit de familie veldsprinkhanen (Acrididae). De wetenschappelijke naam van dit geslacht is voor het eerst geldig gepubliceerd in 1911 door Bolívar.

## Soorten
Het geslacht Oreacris  is monotypisch en omvat slechts de volgende soort:
- Oreacris luctuosa (Bolívar, 1911)